# James Steuart
Sir James Steuart, 3.º Baronete de Goodtrees e posteriormente 7.º Baronete de Coltness;  mais tarde Sir James Steuart Denham, também chamado de Sir James Denham Steuart (/ˈstuːərt,_ˈstjuːʔ/; 21 de outubro de 1713, Edimburgo – 26 de novembro de 1780, Coltness, Lanarkshire) foi um famoso jacobita e autor do "provável primeiro tratado sistemático escrito em inglês sobre economia" e o primeiro livro em inglês com 'política economica' no título. Ele assumiu o sobrenome de Denham mais tarde na vida. Ele herdou o baronato de seu primo de Coltness em 1773.

## Vida
Ele era o filho único de Sir James Steuart, Procurador-Geral da Escócia, sob o comando da Rainha Ana e George I, e nasceu em Edimburgo. Após se formar pela Universidade de Edimburgo, ele foi admitido no tribunal escocês com a idade de 24 anos.
Ele então passou alguns anos na Europa continental, e, quando em Roma, entrou em relações com o Jovem Pretendente, Charles Edward Stuart. Ele esteve em Edimburgo em 1745, e após a Batalha de Culloden, ele achou necessário retornar para o Continente, onde ele permaneceu até 1763. Somente em 1771 ele foi completamente perdoado por qualquer participação que ele possa ter tido na rebelião. Ele morreu na sede de sua família, em Coltness, Lanarkshire.

## Obras

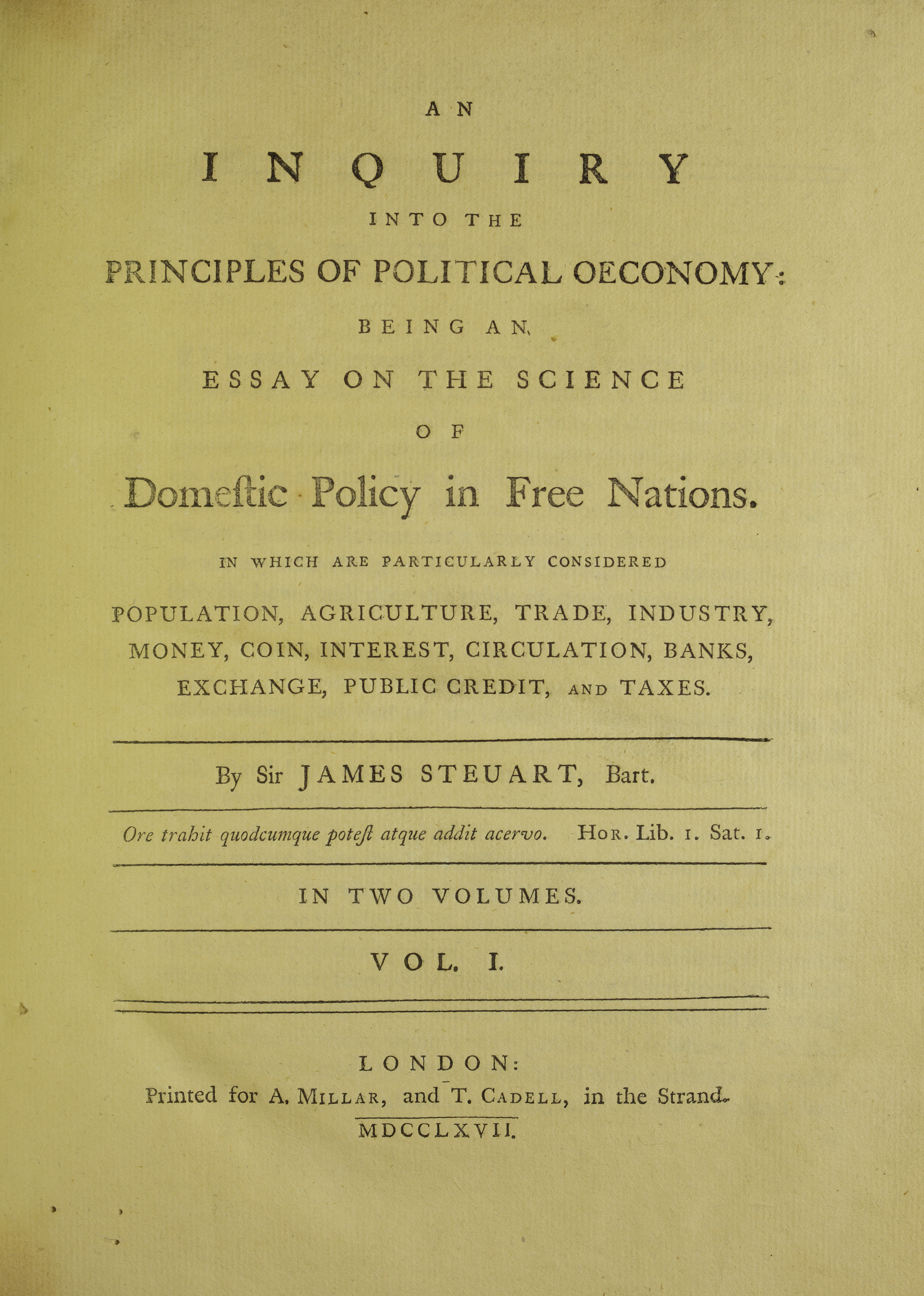
Inquiry into the principles of political oeconomy, 1767

Em 1767, Steuart publicou Uma Investigação sobre os Princípios da Economia Política, o primeiro livro de um economista escocês com 'economia política' no título, explicando o uso do termo como:
[assim como] a economia, em geral, é a arte de suprir todas as necessidades de uma família, a ciência da economia política busca assegurar um certo fundo de subsistência para todos os habitantes, para evitar qualquer circunstância que possa tornar a vida precária; para fornecer tudo que é necessário para suprir as necessidades da sociedade e para empregar os habitantes.. de tal maneira naturalmente para criar relações recíprocas e dependências entre eles, e então um suprir o outro com necessidades recíprocas.
O livro foi a pesquisa mais sistemática e completa da ciência do ponto de vista do mercantilismo moderado que havia aparecido na Inglaterra, além de ser o primeiro tratado de economia de pleno direito a aparecer em qualquer lugar. O filósofo alemão Hegel também reconheceu o livro e escreveu um comentário sobre ele em 1799. Embora frequentemente considerado como parte do Iluminismo Escocês, que produziu David Hume e Adam Smith, a economia de Steuart remonta à época mercantilista.
O mercantilismo era a escola de pensamento que defendia que uma balança comercial positiva era de vital importância para qualquer nação e exigia uma proibição de exportação de ouro e prata. Esta teoria levou a tarifas protecionistas elevadas para maximizar o uso dos recursos nacionais, a expansão colonial e a exclusividade de comércio com essas colônias. As tentativas britânicas de seguir as ideias mercantilistas  levaram a quatro guerras de navegação anglo-holandesas e guerras coloniais americanas de 1776-1781 e 1812. Além disso, em 1815, a Grã-Bretanha adotou as tarifas elevadas, uma política chamada de Corn Laws, em todo o trigo importado, seguindo sugestão de conselheiros mercantilistas. Debates sobre as corn laws seriam duras e dominariam a discussão política e ocupariam todos os governos britânicos até que as corn laws fossem revogadas em 1846.
A nível de qualquer transação individual, o mercantilismo defendia que o lucro era desenvolvido no ponto da venda. Steuart defendia que o lucro era um mero "custo adicional" na alienação (venda) da mercadoria. Steuart não era um mercantilista puro, no entanto, ele acreditava em uma "forma científica do mercantilismo". Steuart defendia que todo lucro surgia da "sobrecarga" do vendedor no comprador em qualquer transação. No entanto, Steuart reconhecia que o "lucro" obtido através do comércio "flutuaria" com o aumento e/ou queda na demanda.  Assim como todo bom mercantilista, os olhos de Steuart estavam sobre o comércio como o criador do lucro, não reconhecendo nenhum valor na mercadoria antes da venda.
Steuart foi um dos últimos representantes da escola mercantilista do pensamento econômico.
Embora a obra pareça ter isso bem recebida, seu impacto foi ofuscado pela Riqueza das Nações de Adam Smith, que foi publicado apenas nove anos mais tarde. É interessante notar que Adam Smith nunca cita ou menciona o livro de Steuart, apesar de eles terem amizade. Argumentou-se que Smith evitava os argumentos de Steuart porque eles teriam prejudicado sua utopia. Além disso, os ataques contra o mercantilismo na Riqueza das Nações parecem ter sido direcionadas principalmente contra Steuart. Como parece que Smith pensou que a conversa de Steuart era melhor que seu livro, ele provavelmente desejava não manter controvérsias com ele.
O livro de Steuart foi recebido muito mais favoravelmente um século depois pelos membros da Escola historicista alemã de economia.

## Família e títulos
Sir James Steuart era descendente de outro Sir James Stewart, cavaleiro, um mercador de Edimburgo, um presbiteriano convicto, que apoiava Carlos I de Inglaterra e as guerras civis de 1642-1660. Sir James morreu em 1681, tendo acumulado dinheiro suficiente para comprar propriedades para seus filhos. Três de seus filhos foram importantes o suficiente para suas famílias receberem o título de baronete após a Revolução Gloriosa de 1688. Sir Thomas Steuart de Coltness, o primeiro filho, Sir James Steuart de Gooldtrees, Lord Advocate, o quarto filho, Sir Robert Steuart de Allandale, o mais novos dos sete filhos, dois desses baronatos foram posteriormente possuídos pelo sujeito deste artigo. O Lord Advocate, Sir James Steuart de Goodtrees, foi neto do sujeito deste artigo. Seu pai, também Sir James Steuart, era o filho mais velho de Lord Advocate e passou a ser o Procurador-Geral da Escócia.
O terceiro Sir James Steuart de Goodtrees, o sujeito deste artigo, herdou seu baronato e propriedades aos catorze anos. Ele também adquiriu a maior parte das posses de seus primos, a linha sênior dos Steuarts. Sir Thomas Steuart de Coltness casou-se duas vezes: com Margaret Elliot, filha de sua madrasta, e depois com Susan, a irmã de Sir William Denham, 1.ª Baronete de Westshield, Mestre da Casa da Moeda da Escócia, tendo catorze filhos com elas. Seu filho mais velho vendeu a propriedade a mansão (mas não o título) de Coltness para seu tio, Sir James Steuart, o Lord Advocate, em 1712. O sujeito deste artigo é portanto chamado de Baronete de Coltness, devido à sua casa; Ele vendeu sua propriedade de Goodtrees após retornar da França.
Àquela época, o último filho sobrevivente de Sir Thomas Steuart herdou o baronato de Coltness de seu pai. Ele também havia herdado a propriedade e o baronato de Denham de Westshield através de sua mãe. Ele denominou-se Sir Archibald Steuart Denham, Baronete. Quando Sir Archibald morreu, em 1773, o baronato de Coltness e a propriedade de Steuart passou a Sir James Steuart. O título e a propriedade de Denham passaram ao último herdeiro dos Denhams, o meio-sobrinho de Sir Archibald de seu lado materno, que tomou o título de Sir William Lockhart Denham. Quando ele morreu, três anos mais tarde, em 1776, o baronato Denham extinguiu-se. Ele também deixou sua propriedade, incluindo a de Westshield, para Sir James Steuart, que então assumiu o nome de Denham, embora ele não tenha sido um descendente dele.
Nos últimos quatro anos de sua vida, portanto, ele era Sir James Steuart Denham, Baronete de Coltness e Westshield. Seu principal livro e sua coleção de obras póstumas foram publicados como por Sir James Steuart. A literatura econômica também o chama de Sir James Steuart Denham.
Ele teve um filho, outro Sir James Steuart Denham, nascido em 1744, antes de ele ir para a França. Esse filho, que se autodenominava Denham na Inglaterra e Steuart na Escócia, editou as obras completas de seu pai, foi um Membro do Parlamento e um oficial, Colonel of the Scots Greys. Ele foi promovido a general e viveu até os 95 anos de idade. Com a sua morte, ambos os baronatos foram para um primo, um neto do filho mais novo do Lord Advocate, que morreu em 1851.
Fontes confiáveis diferem sobre quando e para quem o baronato de Goodtrees foi dado. Foi em honra de Lord Advocate, mas enquanto o Dicionário Oxford de Bografia Nacional afirma duas vezes que foi passado para ele em 1695, fala-se que o baronato completo foi dado para seu filho, o futuro Procurador-Geral, em 1705, na ocasião do casamento do filho, enquanto o pai estava vivo. A principal importância desta questão é a numeração dos baronatos. Não é impossível que ambas as concessões tenham ocorrido.